# Viên Tuân Chi
Viên Tuân Chi (giản thể: 垣询之; phồn thể: 垣詢之; bính âm: Yuán Xúnzhī, ? – 464), nguyên quán Hoàn Đạo, Lược Dương, là tướng lĩnh nhà Lưu Tống trong lịch sử Trung Quốc.

## Thân thế
Thời Thạch Hổ, họ Viên dời nhà đến Nghiệp. Ông nội là Viên Sưởng làm Trường Nhạc quốc Lang trung lệnh nhà Tiền Tần. Mộ Dung Đức chiếm Thanh Châu, lấy Sưởng làm Xa kỵ trưởng sử. Cháu Đức là Siêu nối ngôi, bác là Tuân, cha là Miêu lại được ủy nhiệm. Tuân làm Thượng thư, Miêu làm Kinh Triệu thái thú.
Lưu Dụ vây Quảng Cố, Tuân, Miêu trèo thành ra hàng, được làm Thái úy hành tham quân. Trong những năm Nguyên Gia (424 – 453), Tuân làm Viên ngoại tán kỵ thường thị, Miêu làm Truân kỵ hiệu úy.
Anh trai là Viên Hộ Chi.

## Cuộc đời
Tuân Chi dũng cảm lại có sức mạnh, thái tử Lưu Thiệu biết tiếng, dùng làm phó cho Phụ quốc tướng quân Trương Giản. Khi Trương Siêu giúp Lưu Thiệu giết hại Lưu Tống Văn đế, ông đang ở dưới quyền Giản. Tuân Chi muốn quay về giết Siêu, lo Giản không theo. Giản vốn có chí ấy, lại không biết ý Tuân Chi. Gặp lúc Siêu đến bàn việc, sắc mặt Giản thay đổi, Tuân Chi nhận ra, lập tức cùng ông ta bàn mưu. Họ gởi thư mời Siêu, hắn nghi ngờ nên không đến, mà muốn gặp mặt tại nhà của mình. Tuân Chi không thay đổi ý định, đi tắt đến chỗ Siêu, giết hắn ta ngay ở bên giường. Ông cùng Giản bỏ trốn về phía nam, Giản chết đuối dưới sông Hoài, còn Tuân Chi chạy thoát.
Lưu Tống Hiếu Vũ đế lên ngôi, lấy Tuân Chi làm Tích nỗ tướng quân. Ông tham gia đánh dẹp cuộc nổi dậy của Lưu Nghĩa Tuyên – Tang Chất, ở Lương Sơn trúng tên mà chết, được truy tặng Ký Châu thứ sử.
Con trai là Viên Sùng Tổ.